# Caldo tetrationato

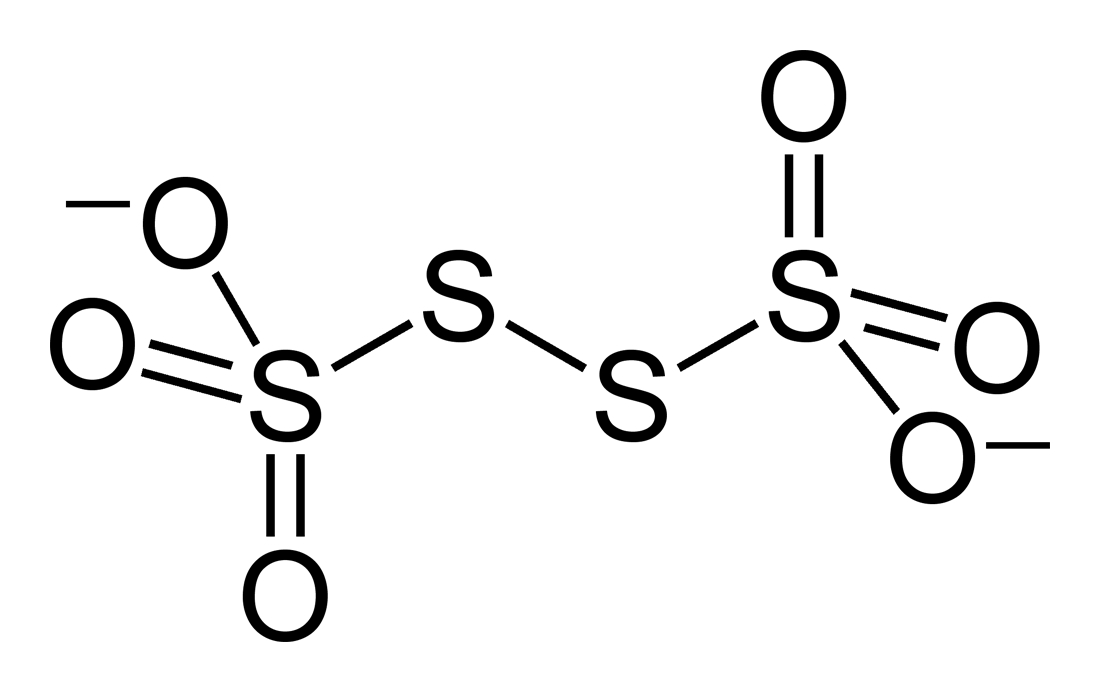
Estrutura do anião tetrationato

Caldo tetrationato é um meio de enriquecimento para uso com Salmonella spp. Cosposto por sais de bile impede o crescimento de bactérias Gram-positivas e o iodo proporciona o impedimento de crescimento de espécies fecais. O caldo apresenta uma coloração límpida com precipitações de cor branca e o crescimento de Salmonella é evidenciado pela sua turbidez.